# 評定河原橋
評定河原橋（ひょうじょうがわらばし）は、名取川の支流広瀬川にかかる橋。市道評定河原渡船線に指定されている。仙台市青葉区の評定河原と霊屋下（おたまやした）を結んでおり、元は評定橋、評定所橋などといった。寛永13年（1636年）に初めて橋が架けられた。現在の橋は、長さ110.0m、幅11.9mの鋼桁橋である。

## 概要

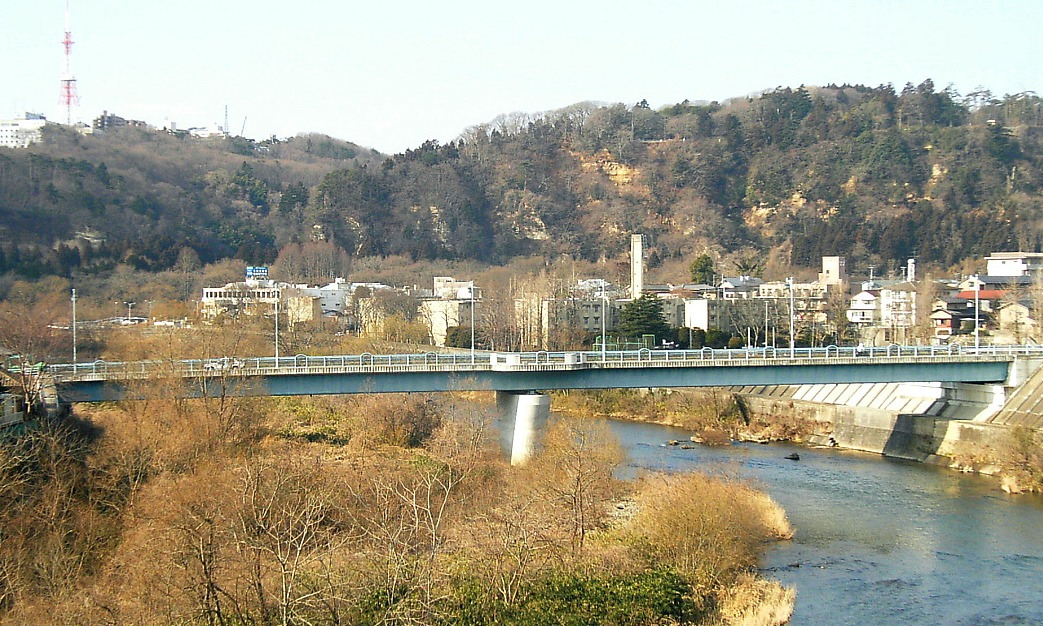
評定河原橋 （2006年3月）

評定河原の地名は、仙台藩の評定所がおかれたことに由来する。寛永13年（1636年）に評定橋として架けられたが、大水で何度も流された。正徳5年（1715年）、享保6年（1721年）、享保16年（1731年）、文化9年（1812年）の流失が記録されている。絵図によれば、中州を介して2つの橋があった。
元は朱塗りの欄干を持つ和風の橋だったが、1994年（平成6年）に架け替えられて水色の柵を持つモダンな橋に変わった。二車線と下流側に広い歩道をとる。橋の中央には歩道のせり出しがあり、座れる場所が設けられている。
広瀬川は、この橋のところでは南から北へ流れる。橋から西には、仙台城がある青葉山が望めるが、城の遺構は見えない。蛇行する川は橋の南方で右岸の山を削る。その正面に見えるのは八木山にある東北放送のテレビ塔、左側の断崖は経ヶ峯の西面で、チョウゲンボウの営巣地である。
仙台市の観光地、瑞鳳殿は蛇行する広瀬川に囲まれているため、訪れる観光客は評定河原橋か霊屋橋を通らなければならない。橋の架け替えに伴う道路整備で、評定河原橋付近から瑞鳳殿までの道路は車道、歩道ともに広くなった。しかしそこに接続する道は細いままである。